# Pontederiaceae
Las pontederiáceas (nombre científico Pontederiaceae) forman una familia de plantas monocotiledóneas acuáticas o de humedales, con tallos esponjosos, hojas con base envainadora y diferenciadas en pecíolo y lámina con muchas venas paralelas, la lámina de la hoja más joven envuelve al pecíolo de la hoja más vieja, las flores con 6 tépalos vistosos (a pesar de ser comelínidas), trístilas, enantióstilas, y de simetría bilateral, se abren por un solo día. Las inflorescencias (a veces reducidas a una única flor) parecen racimos o espigas, y tienen dos brácteas, alguna de las dos o las dos son foliosas y/o envainadoras. Las flores son azules o amarillas. Las pontederiáceas son nativas de regiones tropicales y templadas, especialmente del Nuevo Mundo. La familia fue reconocida por sistemas de clasificación modernos como el sistema de clasificación APG III (2009) y el APWeb (2001 en adelante). Pontederia y Eichhornia (el "camalote" o "jacinto de agua") son utilizados como plantas ornamentales acuáticas. Además, el camalote es una conocida maleza que invade lagos, ríos de aguas tranquilas, diques y embalses.

## Descripción
Introducción teórica en Terminología descriptiva de las plantas
Hierbas, perennes o raramente anuales, flotantes a emergentes acuáticas, tallos rizomatosos o estoloníferos, esponjosos. Pelos simples, sólo en las partes reproductivas.
Hojas usualmente alternas, espirales o dísticas, a lo largo del tallo o más o menos basales, más o menos diferenciadas en un pecíolo y una lámina (el pecíolo hinchado en Eichhornia), simples, sin dividir, enteras, bifaciales, liguladas, delgadas a amplias, planas, con venación paralela curvo-convergente a palmada (filiforme en Hydrothrix), envainadoras en la base, sin estípulas.
Inflorescencias determinadas, pero muchas veces pareciendo racimos o espigas, a veces reducidas a una sola flor, terminales, pero muchas veces pareciendo laterales, asociadas con 2 brácteas como espatas.
Flores bisexuales, radiales a bilaterales, muchas veces trístilas. Hipóginas, glabras o con tricomas pilate-glandulares esparcidos en el perianto externo, en el estilo, o en los filamentos. Perianto con 2 series de tépalos iguales.
6 tépalos en 2 series de 3 (raramente 4), vistosos, variablemente connados, imbricados, el tépalo adaxial del verticilo interno muchas veces diferenciado formando flores zigomórficas. Usualmente azules, lilas, blancos o amarillos, con guías de néctar en el tépalo medio en las flores zigomórficas. Sin hipanto.
Estambres usualmente 6 en 2 series de 3, o 3 con estaminodios, o 1 con 2 estaminodios, verticilados, filamentos adnatos al tubo del perianto, muchas veces de largo desigual (muchas veces asociado a tristilia). Cuando 6, diplostémonos (los externos opuestos a los tépalos externos y los internos opuestos a los tépalos internos), cuando 3 o 1, antipétalos (opuestos a los tépalos internos). Filamentos con apéndices en algunos taxones. Anteras basifijas, introrsas, de dehiscencia longitudinal o (en Monochoria) abriéndose por rajaduras o poros, tetrasporangiadas y ditecas.
Polen con 1 o 2 surcos ("furrows") y trinucleado al ser liberado.
3 carpelos (pero 2 carpelos abortivos y reducidos en Pontederia y Reussia), connados, ovario súpero, con placentación axilar a ocasionalmente parietal por intrusión, 3 lóculos pero a veces con 2 lóculos estériles. Estilos heteromórficos o enantiostilos en algunos taxones. 1 estigma, capitado a 3-lobado. Óvulos numerosos a 1 en cada lóculo, anátropos, bitégmicos.
Nectarios muchas veces presentes en los septos de los ovarios.
El fruto es una cápsula loculicida o una nuez/utrículo (por ejemplo en Pontederia), rodeado de la parte basal del tubo del perianto persistente. Las semillas son corrugadas ("ribbed") longitudinalmente. Endosperma con almidón.

## Ecología
Ampliamente distribuidas en regiones tropicales y subtropicales, con unas pocas especies de climas templados del Norte. En África, Asia, y especialmente las Américas.
Plantas de hábitats acuáticos o de humedales.
Las flores vistosas de Pontederiaceae se abren por un solo día y son polinizadas por varios insectos, especialmente abejas, moscas y mariposas.
La fecundación cruzada es característica de las especies heterostilas, pero la autofecundación, como la de Heteranthera, también es común.
Las verrugosas nueces de Pontederia son dispersadas por agua, como lo son las pequeñas semillas de las especies de fruto capsular.
La reproducción asexual por fragmentación del sistema del rizoma también es común en algunas especies.

## Filogenia
Introducción teórica en Filogenia
La monofilia de Pontederiaceae ha sido sostenida por la morfología (Eckenwalder y Barrett 1986) y caracteres moleculares (Barret y Graham 1997, Graham y Barrett 1995, Graham et al. 1998).
Pontederiaceae es la familia hermana de Haemodoraceae, y estas dos a su vez son hermanas de Philydraceae. Ver Commelinales para una discusión de estos clados.
Pontederia y Eichhornia forman un clado en la base de un hábito perenne de larga vida, un eje de la inflorescencia curvo, y flores bilaterales, trístilas. Los datos moleculares sugieren que Monochoria pertenece al clado Pontederia + Eichhornia.
Pontederia es única debido a sus apomorfías de un gineceo con dos lóculos abortando y el tercero conteniendo sólo un óvulo, sus frutos indehiscentes (nueces) rodeados de una porción basal del perianto persistente corrugado a dentado, y sus semillas relativamente grandes.
Eichhornia no es monofilético.
Heteranthera es caracterizada por los estambres dimórficos (estambres fértiles y estaminodios que proveen alimento para los insectos) con anteras basifijas (Eckenwalder y Barrett 1986).
Pontederiaceae es la única monocotiledónea que muestra tristilia, que probablemente apareció sólo una vez dentro del grupo y se perdió muchas veces. Sólo Oxalidaceae y Lythraceae también tienen especies trístilas (Vuilleumier 1967).

## Taxonomía
Introducción teórica en Taxonomía
La familia fue reconocida por el APG III (2009), el Linear APG III (2009) le asignó el número de familia 80. La familia ya había sido reconocida por el APG II (2003).
Posee 10 géneros, 35 especies. Los géneros más representados son Heteranthera (12 especies), Eichhornia (7 especies), Monochoria (7 especies) y Pontederia (6 especies). Géneros según el APWeb (visitado en enero del 2009):
- Eichhornia Kunth
- Eurystemon Alexander
- Heteranthera Ruiz & Pav.
- Hydrothrix Hook.f.
- Monochoria C.Presl
- Pontederia L.
- Reussia Endl.
- Scholleropsis H.Perrier
- Zosterella Small

## Importancia económica
Pontederia, Heteranthera y Eichhornia ("camalote", "lirio de agua", "jacinto de agua") son ejemplos de géneros utilizados como plantas ornamentales acuáticas.
Eichhornia (especialmente Eichhornia crassipes) es una maleza muy seria de aguas tranquilas en los trópicos y subtrópicos.
Algunas especies poseen partes comestibles.